# Libor Capalini
Libor Capalini (ur. 30 stycznia 1973) – czeski pięcioboista nowoczesny, brązowy medalista letnich igrzysk olimpijskich w Atenach, wielokrotny medalista mistrzostw świata i Europy.